# Grand Theft Auto 2
Grand Theft Auto 2 (kurz GTA 2) ist der zweite Teil der Computerspielserie Grand Theft Auto des schottischen Entwicklers Rockstar North (bis 2001 DMA Design). Er erschien 1999 für Windows, PlayStation, Dreamcast und Game Boy Color. Publisher ist das Take-2-Label Rockstar Games. Wie der erste Teil wurde auch GTA 2 von Rockstar Games als PC-Version zum kostenlosen Herunterladen angeboten.

## Spielprinzip
Das Spielprinzip und die Darstellung entsprechen dem des Vorgängers, die Interaktionen zwischen Spieler und Spielwelt wurden allerdings intensiviert. So werden Aufträge von mehreren rivalisierenden Gangs der Stadt vergeben. Der Beliebtheitsgrad bei einer Gang hat dabei Auswirkungen auf Quantität und Qualität der Aufträge, die der Spieler von dieser erhält. Arbeitet er erfolgreich für eine der Banden, sinkt der Respekt bei einer der anderen, bis hin zu offenen Feindschaften in Form von körperlichen Angriffen. Im Spiel gibt es insgesamt sieben Gangs, wobei pro Level nur drei davon vorkommen: Zaibatsu Corporation, Loonies (von loony verrückt), Yakuza, SRS Scientists, Rednecks, russische Mafia, Hare Krishna.
Mit GTA 2 wurde die Möglichkeit geschaffen, in einer Kirche gegen Zahlung von 50.000 Dollar seinen Spielfortschritt zu speichern. Die drei Stadtteile (Downtown District, Residential District und Industrial District) in GTA 2 sind diesmal gänzlich fiktiv, auch inhaltlich finden sich kaum Parallelen zur realen Welt. Der Handlungsort wird auch Anywhere City genannt, um die Beliebigkeit zu unterstreichen. Die Handlung spielt zudem in der Zukunft (2013). Die Spielwelt wurde relativ zum ersten GTA-Teil lebhafter gestaltet; so gibt es z. B. Taschen- und Autodiebe, was auch der Spieler zu spüren bekommen kann. Als neuer Nebenjob kommt das Taxifahren hinzu.
Die Fahrzeuge beschränken sich auf Landfahrzeuge, im Gegensatz zum Vorgänger gibt es keine Motorräder. Allerdings kann man Fahrzeuge gegen entsprechende Geldsummen umlackieren bzw. die Nummernschilder auswechseln lassen, um die Polizei zu täuschen. Zudem kann der Spieler sein Fahrzeug mit Maschinengewehren, Minen, Ölspritzen und Autobomben versehen.

## Technik
Die Grafik-Engine wurde überarbeitet. Anders als im Vorgänger wurde die gesamte Spielwelt (nicht aber die Objekte innerhalb der Spielwelt, etwa Spielfiguren und Fahrzeuge) in 3D modelliert. Die Auswirkungen auf die grafische Darstellung sind allerdings aufgrund der Vogelperspektive lediglich in Details spürbar. So werden die Straßen etwa dynamisch durch Straßenlaternen und die Frontscheinwerfer der Fahrzeuge beleuchtet, wenn in den Optionen des Spiels als Tageszeit die Morgendämmerung statt der Mittagszeit gewählt wird. In der PlayStation wurden derartige Effekte und die maximale Anzahl der Passanten und Autos reduziert, um die schwächere Hardware zu kompensieren. In Bezug auf die künstliche Intelligenz setzten die Entwickler, wie schon im Vorgänger, auf einfache Subroutinen, die jedoch im Zusammenspiel emergentes Verhalten zeigen, das unvorhersehbar scheint. Über 50 % der Prozessorzeit wurde bewusst auf die Spielelogik verlagert, um eine lebendige Spielwelt darzustellen.

## Rezeption
Ulrich Steppberger kritisierte die Brutalität, erkennt aber an, dass der nonlineare Aufbau und die innovativen Grundprinzipien des Vorgängers weiterhin funktionieren. Die Grafik war schon zum Zeitpunkt der Veröffentlichung veraltet, die Soundkulisse hingegen außergewöhnlich. Stephan Freundorfer rät dazu, das makabere Spiel nicht ernst zu nehmen. Er lobte die deutsche Übersetzung und die erheblich klügeren Polizeiverfolger. Andreas Sauerland (PC Games) urteilt, dass die Grenzen des guten Geschmacks übertreten wurden. Jedoch ist die Gewaltdarstellung so derart überzeichnet, dass die Satire klar erkennbar ist. Das Spiel ist schnell und im Vergleich zum Vorgänger deutlich verbessert. Für Ralf Müller (Power Play) sind Fahrphysik, zahlreiche Detailverbesserungen und die verbesserte Spielbalance positiv zu bewerten. Jochen Rist (PC Player) lobt, dass die Vogelperspektive beibehalten wurde und den abwechslungsreichen Soundtrack. Negativ bewertet wurde der hohe Schwierigkeitsgrad und die Kameraführung. Paul Kautz von PC Joker bezeichnete GTA 2 als witzige, abwechslungsreiche und herausfordernde Gangsterballade in altbackener Grafik. Axel Boumalit von Video Games bemerkte lediglich technische Verbesserungen, wobei das Spiel auf der PlayStation bei vielen Explosionen ruckele. Das Spiel sei wie sein Vorgänger innovativ in Bezug auf das offene Spielprinzip und die nicht lineare Handlung. Er bemerkte, dass die technischen Möglichkeiten des Dreamcasts nicht ausgenutzt werde. Vielmehr trete ein leichtes Ruckeln beim Scrolling auf. Das Spiel sei inhaltsgleich zu den anderen Portierungen, auch wenn es ein halbes Jahr später erschien. Das Spielprinzip sei weiterhin motivierend. Laut Sönke Siemens von Video Games zeige die Portierung auf den GameBoy Color die gleichen Probleme mit der Steuerung wie der Vorgänger. Auch die Kollsionsabfrage sei weiterhin schlecht.

### Auszeichnungen
- PC Player: Bestes Action Spiel[21]
- VUD Award: Gold[22]

## GTA 2: The Movie
Für Marketingzwecke wurde ein etwa achtminütiger Kurzfilm gedreht, welcher frei im Internet kursiert. Dieser Film kommt ohne Dialoge aus. Anders als im Spiel ist der Handlungsort klar als New York erkennbar. Footage aus dem Film wurde für Menü-Hintergrundbilder und Ladescreens verwendet.
Die Hauptfigur namens Claude Speed (gespielt von Scott Maslen) klaut zunächst einen mit Drogen beladenen schwarzen 5er BMW der Zaibatsu Corporation und liefert sich mit einem Chevrolet Caprice der Polizei eine Verfolgungsjagd. Die Verfolger kann er abschütteln, indem er den Wagen in Weiß umlackieren lässt. Die Zaibatsu setzen währenddessen einen Killer (The Cleaner) auf ihn an. Claude Speed erledigt weitere Aufträge für seine Auftraggeber, so befreit er eine Gruppe Menschen aus einem Truck und überfällt einen Nachtclub einer verfeindeten Gruppe. Zuletzt wird er hinterrücks von dem Killer der Zaibatsu erschossen.

## GTA Collectors’ Edition
Mit der Collectors’ Edition erschien 2000 für die PlayStation eine Sammlerbox, welche die ersten beiden Teile der Reihe sowie das GTA-Add-on London 1969 und einen Rockstar-Games-Aufkleber enthält.